# Högbergstjärnarna (Råneå socken, Norrbotten, 735731-178142)
Högbergstjärnarna är en sjö i Bodens kommun i Norrbotten och ingår i Råneälvens huvudavrinningsområde.